# Црква Светог великомученика Георгија у Пријевору
Црква Светог великомученика Георгија у Пријевору, насељеном месту Града Чачка, припада Епархији жичкој Српске православне цркве. Седиште је Црквене општине Рожачко-пријеворске.
Основа цркве у облику је триконхоса. По архитектонској концепцији, храм изразито стреми у висину. Припрата је надсвођена полуобличастим сводом, а наос куполом. Над улазом у храм доминира висок звоник.
Црква није живописана.